# Jean-Louis Hamel
Jean-Louis Étienne Hamel (* 23. August 1916 in Saumur, Département Maine-et-Loire; † 27. Dezember 2009 in Plestin-les-Grèves, Département Côtes-d’Armor) war ein französischer Botaniker.

## Leben
Hamel war das einzige Kind des Justizbeamten Charles Hamel, der als Berater der Sozialkammer des Kassationsgerichtshofs in Saumur arbeitete. Seine Mutter starb kurz nach seiner Geburt. Hamel besuchte die Sekundarschule in Cholet und anschließend das Lycée Carnot in Paris. An der Sorbonne erwarb er die Licence ès sciences und 1937 das Diplôme d’études supérieures (Diplom für hörere Studien) in Botanik. Anschließend begann er sein Doktoratsstudium am Muséum national d’histoire naturelle, wo er im Februar 1939 André Eichhorn als Assistent ablöste.
Bei Ausbruch des Krieges arbeitete er in der Kulturabteilung des Museums, die den Jardin des Plantes und das Arboretum Chevreloup in Versailles verwaltete, da das Personal dieser Abteilung (Professoren, der stellvertretende Direktor sowie mehrere Chefgärtner) seit Beginn des Krieges mobilisiert worden war. Im September 1939 wurde auch er zum Militärdienst eingezogen und dem 18. Artillerieregiment in Poitiers zugeteilt, das er im Januar 1940 verließ. Im Mai 1940 geriet er in deutsche Kriegsgefangenschaft und unterrichtete an der Universität des Stalag I-A in Stablack, Polen. So konnten seine Kameraden erfolgreich Zertifikate in Physik, Chemie und Naturwissenschaften (Certificat d’études supérieures de sciences portant sur la physique, la chimie et l’histoire naturelle, S.P.C.N.) sowie in Botanik erwerben, die nach 1945 von der Fakultät für Naturwissenschaften der Universität Paris anerkannt wurden.
Nachdem Hamel 1945 aus der Kriegsgefangenschaft zurückgekehrt war, wurde er noch im selben Jahr zum stellvertretenden Leiter des Lehrstuhls für Kultur am Muséum national d’histoire naturelle ernannt.
Im Frühjahr 1947 beschloss sich Hamel gewerkschaftlich zu organisieren, da er über die Art und Weise verärgert war, wie das Ministerium das technische Personal des Museums und insbesondere die Gärtner behandelte, um die er sich als stellvertretender Direktor kümmern musste. Außerdem war er besorgt, dass die Gärtner, die fast alle in der Gewerkschaft Confédération générale du travail (CGT) organisiert waren, ihre Position verlieren würden, da sich der Gewerkschaftsbund einige Monate später spalten sollte. Er trat daher der Gewerkschaft Fédération des syndicats généraux de l’Éducation nationale (SGEN) bei und engagierte sich aktiv in der Abteilung für Hochschulwesen. Als im März 1948 der Technische Ausschuss für Hochschulbildung eingerichtet wurde, übernahm er zusammen mit Henri Marrou die Vertretung der Gewerkschaft in diesem Gremium und berichtete regelmäßig über die geleistete Arbeit. Ab 1953 wurde der Ausschuss inaktiv und endete 1959 mit dem neuen Statut für den öffentlichen Dienst.
1953 wurde Hamel mit der Dissertation Contribution à l’étude cyto-taxonomique des Saxifragacées an der Sorbonne zum Doktor der Naturwissenschaften promoviert. Zwischen 1954 und 1959 wurde er mit verschiedenen Aufgaben betraut, darunter beim Staatssekretariat für Forschung, beim Conseil supérieur de la recherche scientifique et du progrès technique (CCRST) und bei der Direction Générale de la Recherche Scientifique et Technique (DGRST). Hamel wurde 1961 der erste Inhaber des Lehrstuhls für angewandte Botanik am Muséum national d’histoire naturelle, der durch Umwandlung des Lehrstuhls für Kultur entstanden war.
Im Frühjahr 1966 wurde er von der Professorenversammlung zum Direktor der Station für Pflanzenbiologie und alpine Ökologie im Alpinen Botanischen Garten La Jaÿsinia, ernannt, die zuvor von Henri Humbert geleitet wurde. Der botanische Garten wurde 1906 von Marie-Louise Jaÿ in ihrer Heimatgemeinde Samoëns im Département Haute-Savoie gegründet. Hamel war von 1966 bis 1970 zweiter Beisitzer des Direktors der Einrichtung und von 1970 bis 1975 gewähltes Mitglied des Direktoriums des Centre national de la recherche scientifique (CNRS). Als Nachfolger von Théodore Monod war er von Februar 1974 bis September 1981 Generalinspektor der naturhistorischen Museen in den Provinzen. Hamel ging 1985 in den Ruhestand und zog sich nach der Ernennung seines Nachfolgers im Jahr 1986 von der Leitung der Station für Pflanzenbiologie und alpine Ökologie zurück.
Hamel widmete sein wissenschaftliches Werk der Zytotaxonomie der Pflanzen. Unter diesem Gesichtspunkt untersuchte er verschiedene Pflanzenfamilien wie die Schiefblattgewächse (Begoniaceae), die Blumennesselgewächse (Loasaceae) und die Steinbrechgewächse (Saxifragaceae). Zu seinen Veröffentlichungen gehören Les Rapports entre la caryologie et la systématique (1939) sowie seine Doktorarbeit Contribution à l'étude cytotaxinomique des Saxifragaceae (1953).
Hamel heiratete 1945 Anne-Marie Jannin. Aus dieser Ehe gingen drei Jungen und drei Mädchen hervor.